# Ombervis
De ombervis (Argyrosomus regius) is een straalvinnige vis uit de familie van de ombervissen (Sciaenidae) en behoort tot de orde van de baarsachtigen (Perciformes). Deze grote vis komt voor in het oosten van de Atlantische Oceaan van Noorwegen tot Afrika (Congo), verder in de Middellandse Zee en de Zwarte Zee en is via het Suezkanaal ook doorgedrongen in de Rode Zee.

## Beschrijving en Leefomgeving

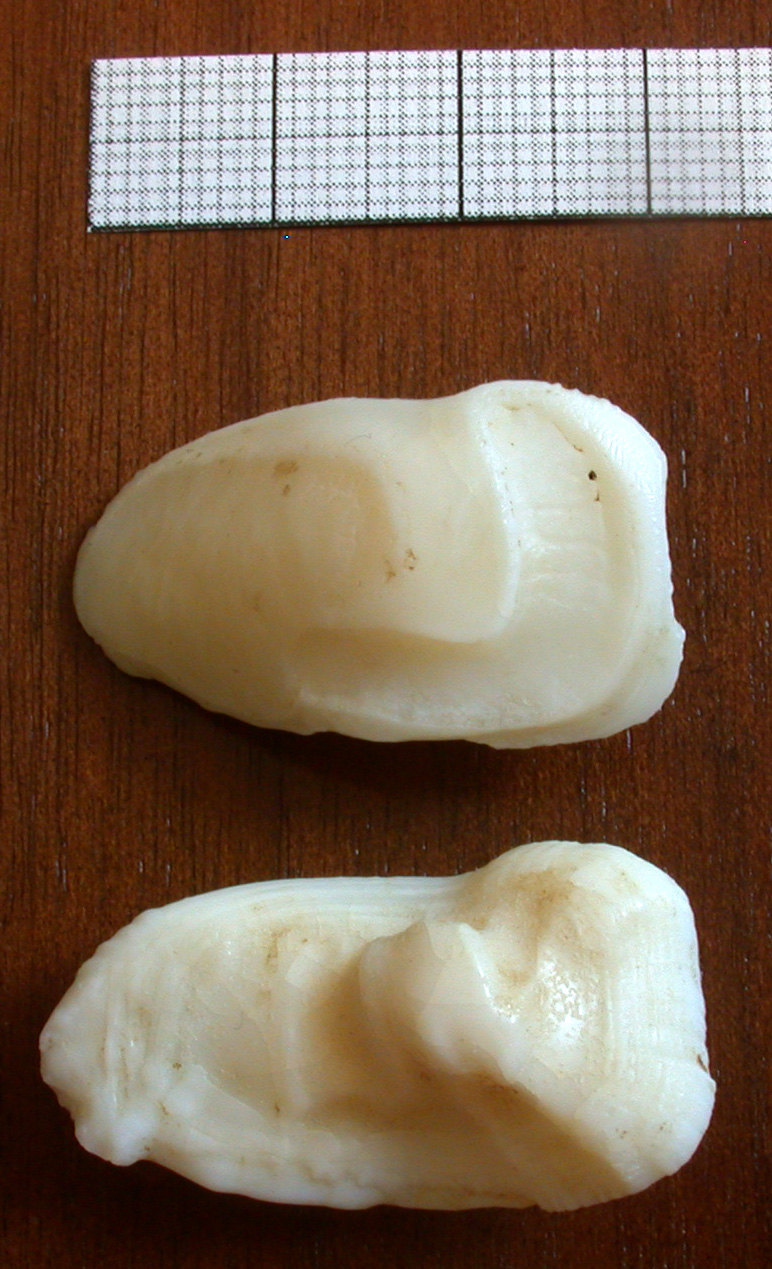
Gehoorstenen (otolieten) van de ombervis.
Deze worden ook als sieraad gebruikt

De volwassen vis is gemiddeld 1,5 m, maar kan een lengte bereiken van 2,3 m. Zoals veel baarsachtigen heeft de vis twee rugvinnen, de eerste met 9 tot 10 stekels, de tweede met één stekel en 26-29 vinstralen. De aarsvin is klein en heeft twee stekels en 7 - 8 vinstralen.

De ombervis komt in kustwateren (zeewater en brak) voor. De diepteverspreiding gaat van 15 tot 300 m onder het wateroppervlak. Het is een roofvis die jaagt op haringachtigen, kabeljauwachtigen en harders. Deze vis heeft opmerkelijk grote gehoorstenen (otolieten). Deze worden in tropische gebieden gebruikt in sieraden.

## Relatie tot de mens
De ombervis is voor de beroepsvisserij van aanzienlijk belang. De ombervis is zeldzaam langs de kusten van de Lage Landen. Nijssen & De Groot melden twee in wetenschappelijke collecties opgenomen waarnemingen uit het Nederlandse kustwater en voegen eraan toe dat kleine ombervissen mogelijk door zeehengelaars vaker gevangen worden, maar voor zeebaars worden aangezien.